# Фушунь Синье
«Фушунь Синье» (кит. упр. 抚顺新野) — китайский футбольный клуб из города Фушунь, провинция Ляонин, Китай. Команда выступала в региональных лигах, на любительском уровне, однако на её базе удалось подготовить некоторых профессиональных футболистов. 

## История
Спонсором клуба из Фушуня стала компания Hanking Group Company Limited, работающая в провинции Ляонин с 1992 года. 
В ноябре 2008 года «Фушунь Синье» подписал контракт с «Далянь Шидэ», в итоге стал для него базой подготовки молодых игроков, которые в дальнейшем могли подписывать профессиональные контракты.  
С 2009 года команда выступала во всекитайских соревнованиях по футболу на региональном уровне. В 2010 году юношеская команда «Фушуня» завоевала первое место на турнире «Футбольный кубок академии Лунэн», обыграв в финале «Молодёжную академию Лунэн». В октябре 2010 года команда за 660 тыс. юаней купила другой клуб, представляющий провинцию Ляонин, «Паньцзинь Мэнцзунь» и получила его профессиональный статус и место в третьем по значимости дивизионе Китая. В итоге, впервые на профессиональном уровне команда из Фушуня смогла дебютировать в сезоне 2011 года. Выступление получилось удачным - в Северной группе на групповом этапе «Фушунь» занял первое место с 36 очками, по дополнительным показателям обогнав «Далянь Итэн». Однако, в четвертьфинальной стадии за выход в Первую лигу клуб проиграл занявшему 4-е место в Южной группе «Дунгуань Наньчэн» и завершил выступление. 
В январе 2012 года команда стала частью другого клуба «Ляонин Дунбэйху».